# Aelita (roman)
Pour les articles homonymes, voir Aelita.

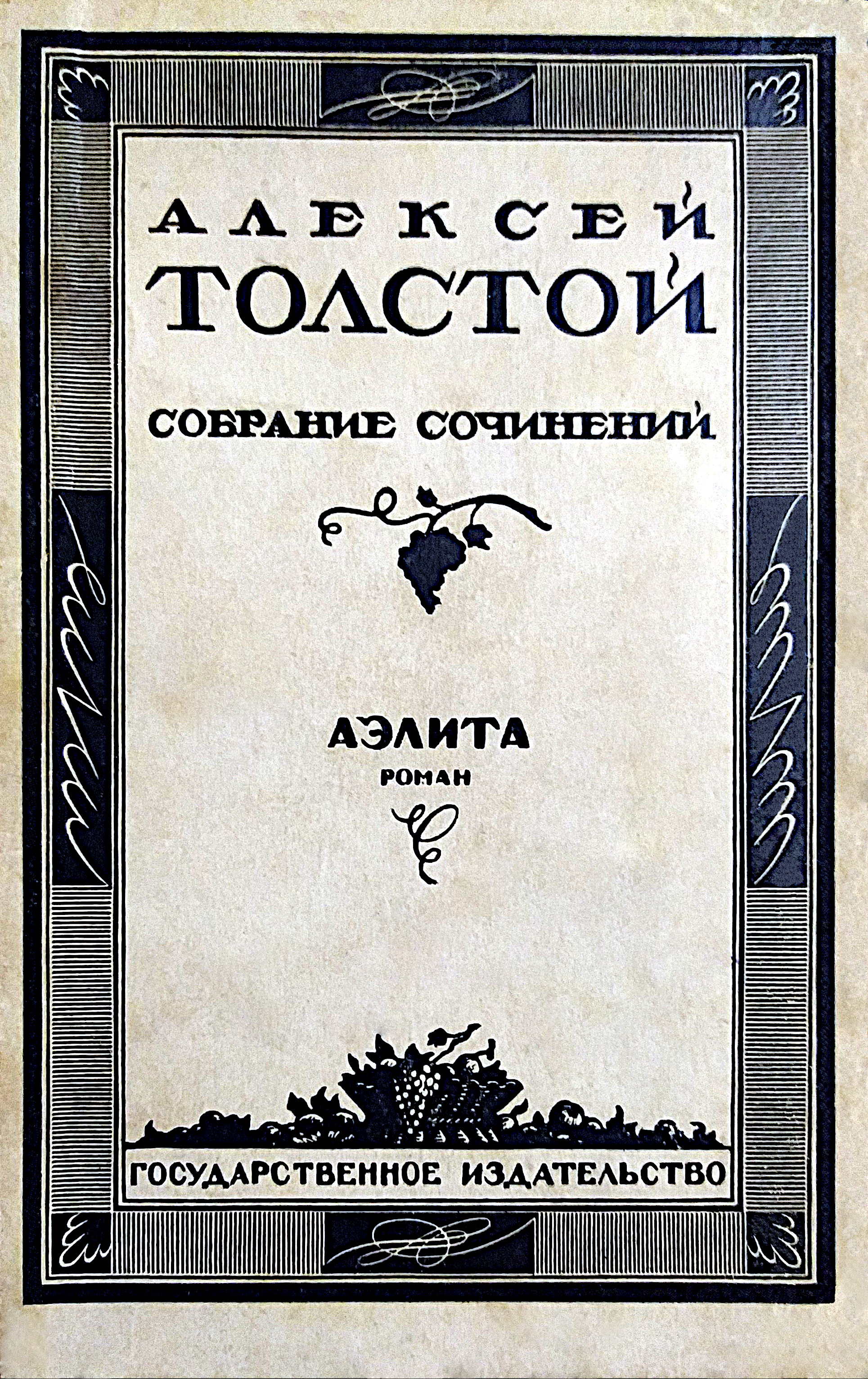
couverture du tome VII du roman Aelita, écrit par Tolstoï

Aelita (en russe: Аэлита) est un roman de science-fiction d'Alexis Tolstoï publié en 1923.
Il y a eu plusieurs traductions de ce roman en français depuis les années 1950 ; celle de 1955 portait comme titre Le Déclin de Mars. La plus récente faite par Luda Schnitzer parait en 2021 aux éditions Macha Publishing (ISBN 978-2-37437-400-0).

## Adaptation au cinéma en 1924
Il a été porté à l'écran en 1924 par le réalisateur russe Yakov Protazanov : Aelita.